# Zákir Husain
Zákir Husain (urdsky ذاکِر حسین‎, telugsky జాకీర్ హుస్సైన్; 8. února 1897 Hajdarábád – 3. května 1969 Nové Dillí) byl indický pedagog a politik, od 13. května 1967 do své smrti 3. května 1969 třetí prezident Indie.
Narodil se v paštúnské rodině, základní a střední školu absolvoval v Itávě a poté studoval na vysoké škole v Alígarhu a na Humboldtově univerzitě v Berlíně, kde získal doktorát z ekonomie. Husain, blízký spolupracovník Mahátmy Gándhího, byl zakládajícím členem Národní islámské univerzity, která byla založena jako nezávislá národní univerzita v reakci na hnutí nespolupráce. V letech 1926–1948 působil jako prorektor univerzity. V roce 1937 předsedal Výboru pro základní národní vzdělání, jenž vypracoval novou vzdělávací politiku, která kladla důraz na bezplatné a povinné vzdělání v mateřském jazyce. Byl odpůrcem oddělených volebních obvodů pro muslimy a v roce 1946 Muslimská liga pod vedením Muhammada Alího Džinnáha vetovala návrh Indického národního kongresu na Husainovo zařazení do prozatímní indické vlády.
Po získání nezávislosti a rozdělení Indie zůstal v Indii a v roce 1948 byl jmenován prorektorem Muslimské univerzity v Alígarhu. Za své zásluhy o vzdělání byl v roce 1954 vyznamenán Padma Vibhušan a v letech 1952–1957 působil jako poslanec indického parlamentu. Mezi roky 1957–1962 zastával funkci guvernéra Biháru a v roce 1962 byl zvolen viceprezidentem Indie. V následujícím roce mu byl udělen Bharat Ratna. V roce 1967 nahradil ve funkci prezidenta Sarvepalliho Rádhakrišnana a stal se tak prvním muslimem v této funkci. Jednalo se o prvního prezidenta, který zemřel ve funkci. Mimo jiné měl nejkratší funkční období ze všech prezidentů.
Vedle politiky se věnoval také psaní dětských knih a překládání knih do urdštiny.

## Mládí a vzdělání
Narodil se v roce 1897 v Hajdarábádu do paštúnské rodiny. Jeho předkové pocházeli z dnešního Uttarpradéše. Jeho otec se přestěhoval do oblasti Dekánské plošiny a v roce 1892 se usadil v Hajdarábádu, kde pracoval jako právník. Doma se věnoval studiu koránu, perštiny a urdštiny a předpokládá se, že základní vzdělání získal ve svém rodném městě. Po otcově smrti v roce 1907 se Husainova rodina přestěhovala zpět do Uttarpradéše. Okolo roku 1907 se zapsal na střední školu v Itávě. Husainova matka a několik členů jeho širší rodiny zemřelo v roce 1911 při morové epidemii.
V roce 1913 nastoupil na vysokou školu v Alígarhu a později se v rámci přípravy na studium medicíny zapsal na vysokou školu v Lakhnaú. Kvůli nemoci musel studium přerušit a o rok později opět nastoupil na vysokou školu v Alígarhu. Studium filozofie, anglické literatury a ekonomie ukončil v roce 1918. Na univerzitě působil jako místopředseda studentského svazu. Pravidelně se účastnil debatních soutěží, vyhrál několik cen. V rámci postgraduálního studia se věnoval právu a ekonomii. Po získání magisterského titulu v roce 1920 byl jmenován lektorem na vysoké škole.
V roce 1915, ještě během studia, se oženil se Šáhdžahán Bégum, s níž měl dvě dcery, Sajídu a Safíu. Safía se provdala za profesora fyziky na Muslimské univerzitě v Alígarhu a Sajída se provdala za politika Khuršída Álama Khána. Jejich syn Salamán Khuršíd působil v letech 2012–2014 jako ministr zahraničních věcí.

## Prezident Indie
V roce 1967 byl vybrán Indickým národním kongresem jako kandidát pro prezidentské volby konané téhož roku. Nominovala jej předsedkyně vlády Indira Gándhíová, a to i přes námitky předsedy strany a některých ministrů její vlády. Koalice sedmi opozičních stran přiměla tehdejšího předsedu Nejvyššího soudu Kóku Subbu Raa, aby se vzdal své funkce a ucházel se o prezidentský mandát jako jejich společný kandidát. Na rozdíl od tří předchozích prezidentských voleb se jednalo o vyrovnané volby. V rámci kampaně strany Bháratíja džana sangh byl Husain obviňován ze sektářství.
Ve volbách se utkalo 17 kandidátů, z nichž devět nezískalo žádný hlas. Husain 471 244 hlasů, zatímco jeho protivník 363 971 hlasů. Výsledky voleb byly vnímány jako posílení premiérky Gándhíové. Dne 6. května byl prohlášen za zvoleného prezidenta. Jeho zvolení prezidentem bylo na domácí scéně vnímáno jako pokus Indického národního kongresu oslovit indické muslimy, kteří ve všeobecných volbách hlasovali pro jiné strany. Mimo jiné začala Indie prohlašovat, že je sekulárním státem.
Přísahu složil 13. května. Ve svém inauguračním projevu řekl: „Celý Bhárat je můj domov a jeho obyvatelé jsou moje rodina. Lidé rozhodli, že se na určitou dobu stanu hlavou této rodiny. Bude se snažit o to, aby tento domov byl silný a krásný. Mimo jiné budu usilovat o to, aby se jednalo o důstojný domov pro velký lid, který se zabývá budováním spravedlivého, prosperujícího a půvabného života.

## Vyznamenání
- Padma Vibhušan (1954) – druhé nejvyšší indické civilní vyznamenání[26]
- Bharat Ratna (1963) – nejvyšší indické civilní vyznamenání[27][28]